# تستاما
تستاما (به لاتین: Tõstamaa) یک سکونتگاه مسکونی در استونی است که در شهرستان پارنو واقع شده‌است.

## نگارخانه

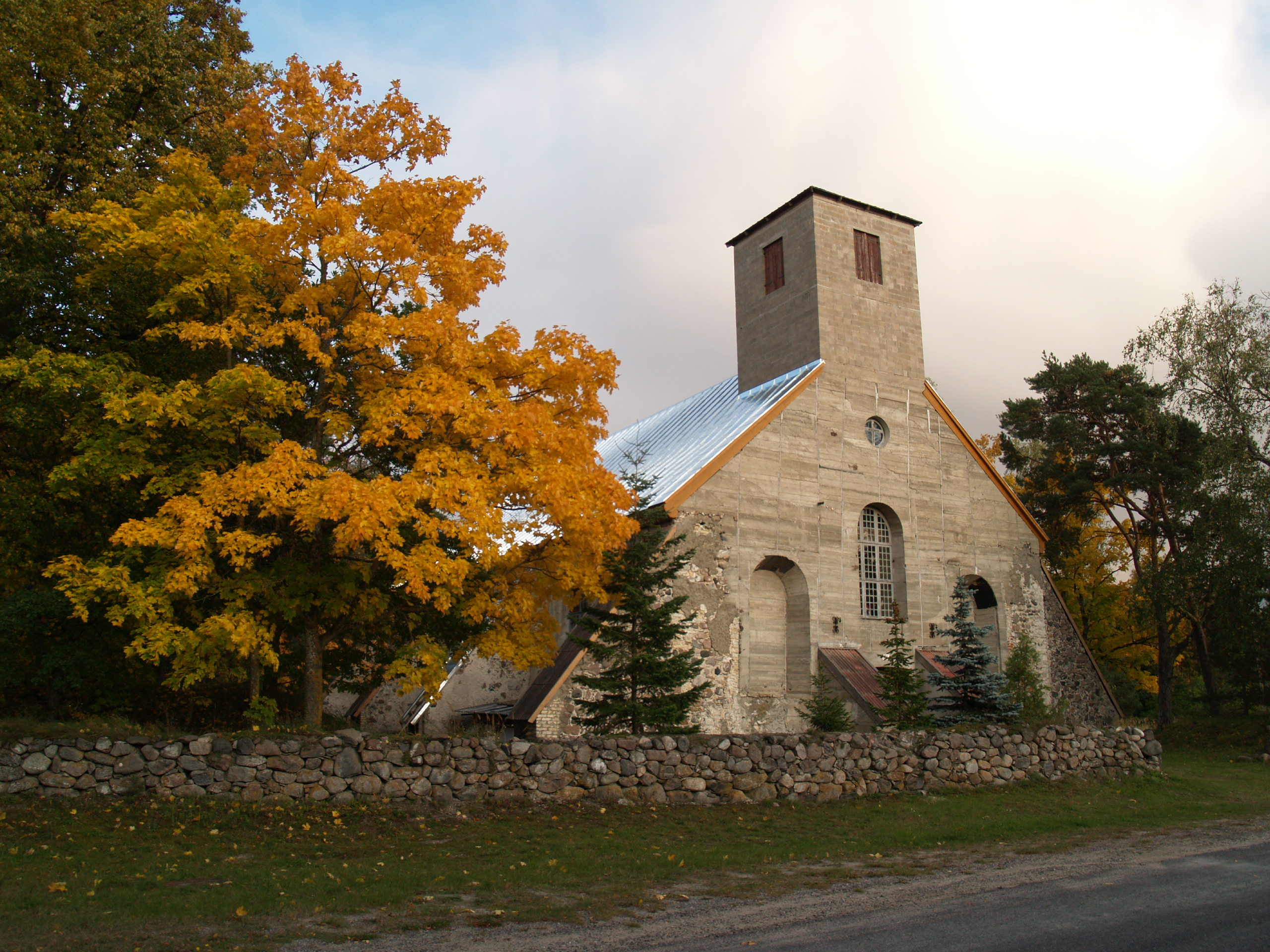
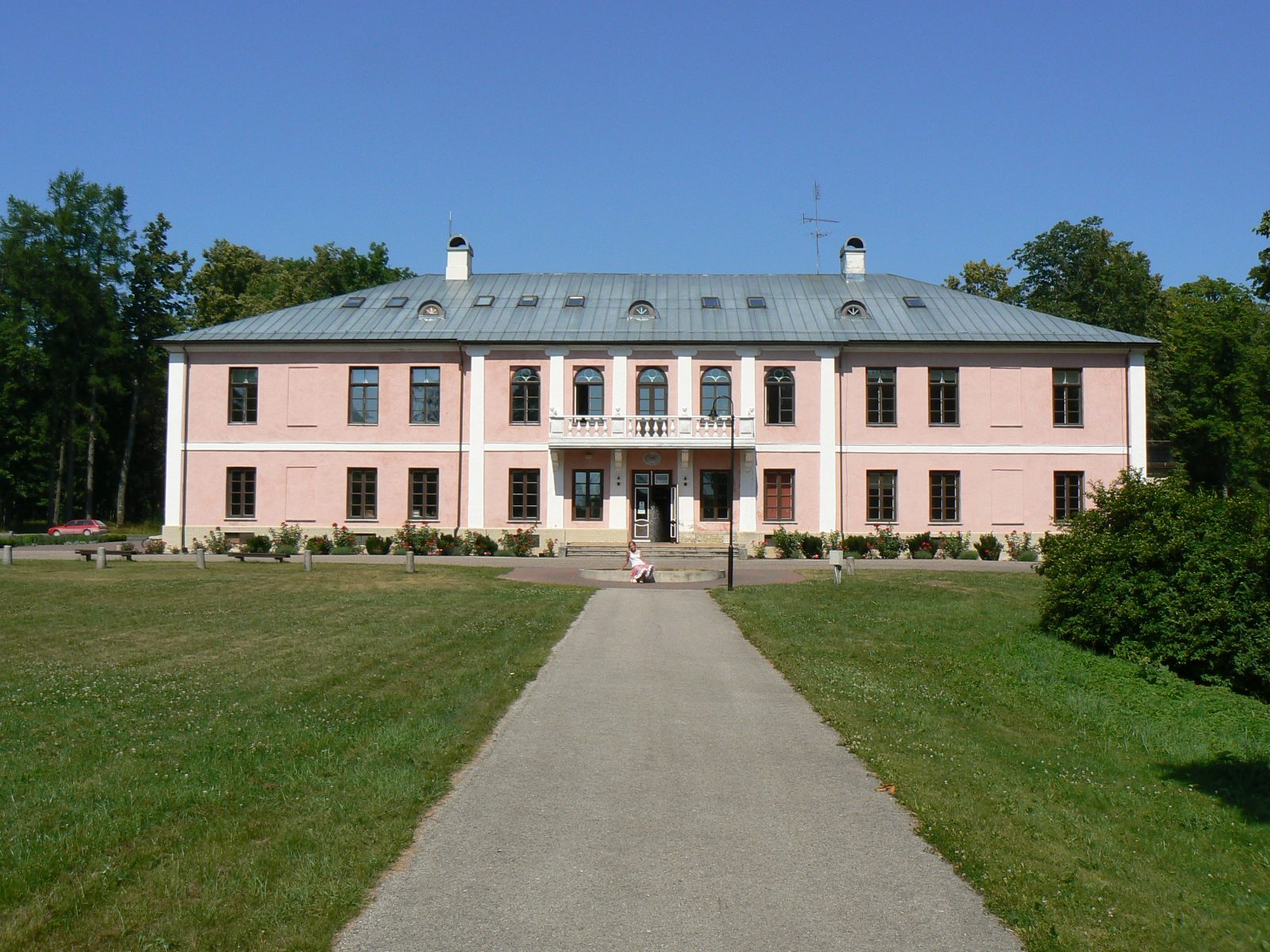
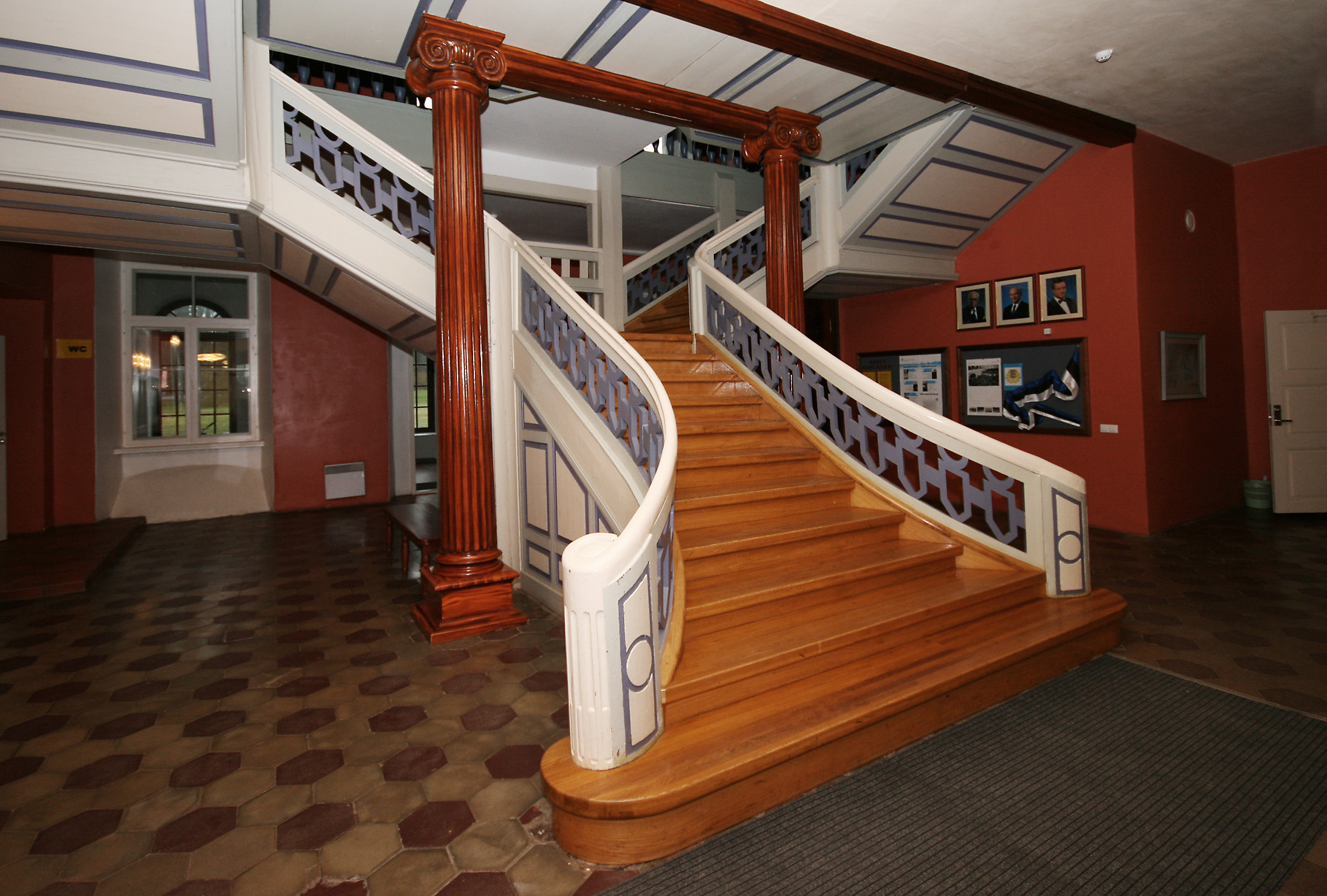
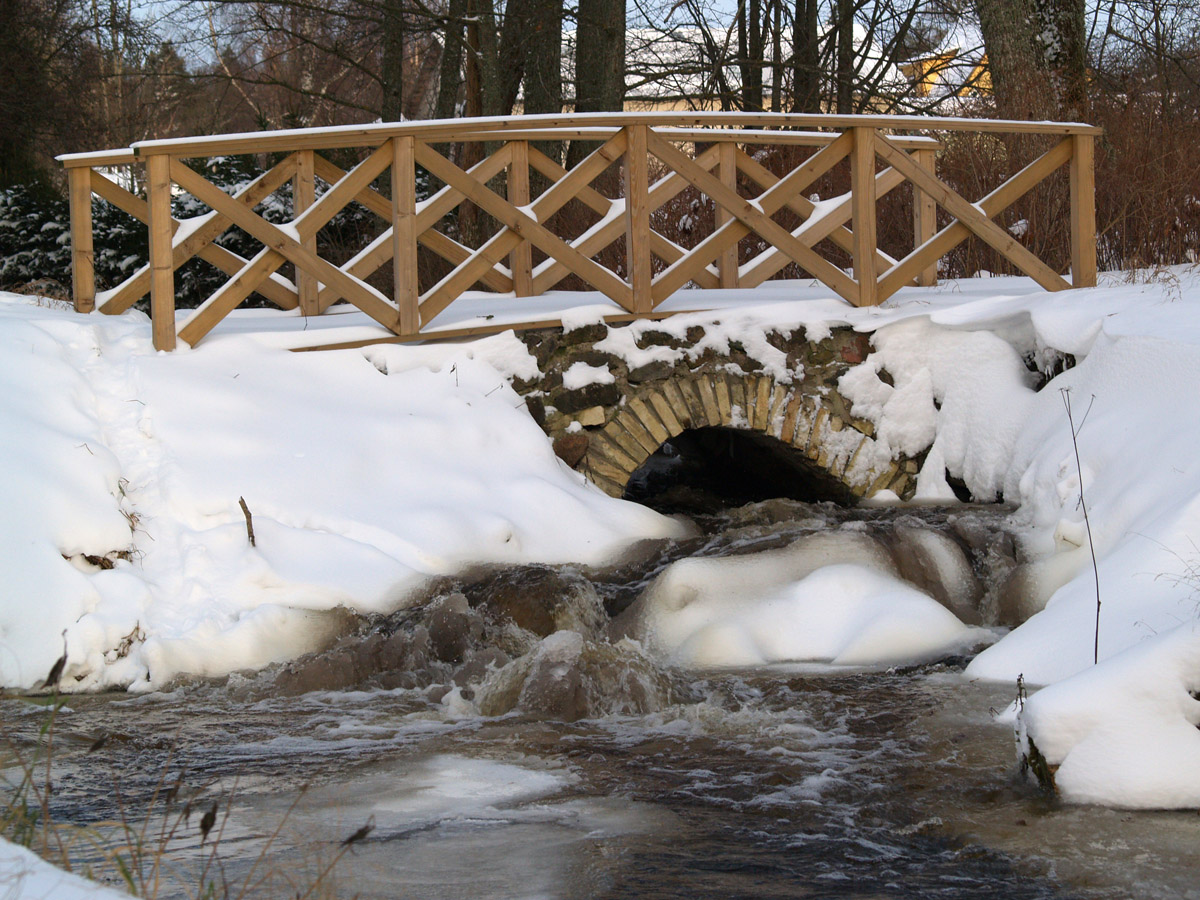

## خصوصیات
تستاما ۵۷۲ نفر جمعیت دارد.